# Территория государства
Террито́рия госуда́рства — часть земного шара (в том числе суша и её недра, воды и воздух), которая находится под суверенитетом определённого государства и в пределах которой его институты осуществляют государственную власть.

## Использование
Территория государства включает сушу, воздух над ней, реки и воды в радиусе до 12 морских миль от берега. Почти вся поверхность Земли разделена между различными государствами, крупнейшим исключением является Антарктида, которая по Договору 1959 года не принадлежит ни одному из них. Территория может управляться более чем одним государством (до получения независимости Вануату управляла Англо-французская военно-морская комиссия), государство может давать её во временное или постоянное пользование другому (Гонконг был передан Великобритании на 99 лет), а также оказываться под оккупацией. Также территория государства и его границы могут быть изменены в результате реализации права наций на самоопределение и плебисцита (голосования населения спорной территории о её государственной принадлежности). Существуют и специальные понятия территории, например, таможенная территория: в неё не входят свободные таможенные зоны и свободные склады в портах.
Суверенитет современных государств требует конкретной и чётко определённой территории, однако эта идея возникла и распространилась по миру в XV—XX столетиях, а разделение политических проблем на «внутреннюю» и «внешнюю» политику появилось в начале XX века. В Античности понятие территории или местности в современном западном понимании попросту отсутствовало: латинское spatium означало лишь «пределы».
В современном международном праве наличие территории считается обязательным условием существования государства. Понятие территории тесно связано с понятием нации — общности людей, проживающих рядом; многие люди испытывают эмоциональную привязанность к земле. Обычно право нации на конкретные земли объясняют отсылками на историю этой нации, в том числе вымышленную.
Большинство межгосударственных конфликтов велось за территории. Важность указания принадлежащих странам земель привела к тому, что правительства стали основными спонсорами проведения картографических исследований и совершенствования картографических техник. В свете того, что современное международное право требует от государств иметь территорию, в XX веке стали крайне важны договоры о границах между странами. Процедура установления границ включает делимитацию (установление линии государственной границы по крупномасштабной карте) и демаркацию (установление линии государственной границы на местности).

## История изучения
Борьба за контроль участков земли и вод началась задолго до появления государств, причём некоторые исследователи предполагают, что желание людей самоотноситься с некой территорией является развитием территориальности у животных; их оппоненты считают это социальной стратегией. Один из последних, Клод Раффестен, указывает на ложную эквивалентность понятий «местности» и «территории», а Роберт Дэвид Сак также считает правильным разделять «территорию», «земли» и «земную поверхность». В работах Саскии Сассен территория считается внеисторическим понятием, но большинство географов и антропологов с ней не согласны: территории производятся властями и изменяются со временем.
В то же время понятие территории является настолько основополагающим для политологии и кажется настолько самоочевидным, что оно остаётся недоисследованным. Ученик Боаса, Эдвард Хёбель, писал, что территория — это «…наиважнейший объект собственности. Все общества живут на некой территории, а большинство пропитания люди получают от земли, напрямую или косвенно».

### Сноски
1. 1 2 3 4 5  Shaw, 2008.
2. ↑  Elden, 2010, p. 801.
3. 1 2  Elden, 2010, p. 809.
4. 1 2 3  Mayhew, 2015.
5. ↑  Castree, 2013.
6. ↑  Elden, 2010, p. 802.
7. ↑  Elden, 2010, p. 803.
8. ↑  Elden, 2010, p. 809, 812.
9. ↑  Elden, 2010, p. 799.
10. ↑  Elden, 2010, p. 804.

### Комментарии
1. ↑  Эдвард Соджа, Роберт Ардри[англ.], Torsten Malmberg, Philip L. Wagner
2. ↑  Роберт Дэвид Сак, Клод Раффестен
3. ↑  «...the most important single object of property. All societies are territorially based, and most sustenance is drawn from the soil, either directly or indirectly», — Anthropology: The Study of Man (1949), p. 331